# Changeons de sexe
Pour plus de détails, voir Fiche technique et Distribution.
Changeons de sexe (Turnabout) est un film américain réalisé par Hal Roach, d'après un roman de Thorne Smith, et sorti en 1940. Il a été adapté par la suite sous forme de série télévisée. C'est un des premiers films produits à Hollywood qui a été diffusé sur les réseaux de télévision.

## Synopsis
Tim Willows, directeur d'une agence de publicité et son élégante femme Sally se disputent fréquemment dans leur chambre en face d'une statue d'indien appelée Mr. Ram. Lors d'une de leurs querelles, ils expriment le souhait d'échanger leur place, et à leur grande surprise la statue leur annonce que leur voeu va être réalisé. Le lendemain matin Tim se réveille dans la nuisette de Sally, et Sally dans le pyjama de Tim. Ils réalisent qu'ils ont également échangé leurs personnalités ainsi que leurs voix et leurs attitudes. Tim dans le corps de Sally reste à la maison, et créé la consternation parmi les domestiques et les épouses des partenaires commerciaux, et Sally dans le corps de Tim se rend au bureau et sème la confusion parmi le personnel de l'agence, éloigne Julian Marlowe, le client clé de l'agence, et remporte un succès auprès du client efféminé que Tim avait exclu de son bureau.

## Fiche technique
- Réalisation : Hal Roach
- Scénario : 	Mickell Novack, Berne Giler, John McClain d'après le roman Turnabout de Thorne Smith
- Dialogues additionnels : Rian James
- Producteur : Hal Roach
- Photographie : Norbert Brodine
- Montage : Bert Jordan
- Musique : Arthur Morton
- Production : Hal Roach Studios
- Genre : Comédie[4]
- Distributeur : United Artists
- Durée : 83 minutes
- Date de sortie :
  - États-Unis : 17 mai 1940

## Distribution
- Adolphe Menjou : Phil Manning
- Carole Landis : Sally Willows
- John Hubbard : Tim Willows
- William Gargan : Joel Clare
- Verree Teasdale : Laura Bannister
- Mary Astor : Marion Manning
- Donald Meek : Henry – le Valet
- Joyce Compton : Irene Clare
- Inez Courtney : Miss Edwards

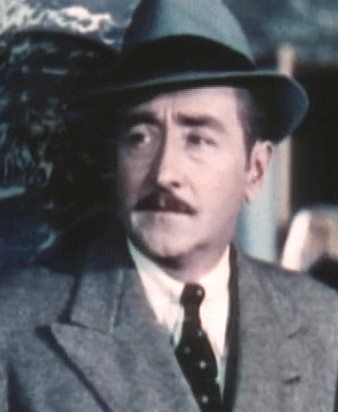
Adolphe Menjou à la fin des années 1930.

- Franklin Pangborn : Mr. Alan Pingboom
- Marjorie Main : Nora
- Berton Churchill : Julian Marlowe
- Margaret Roach : Dixie Gale
- Ray Turner : Mose
- Norman Budd : Jimmy
- Polly Ann Young : Miss Gertie Twill
- Eleanor Riley : Lorraine
- Murray Alper : Doc – le masseur
- Miki Morita : Ito
- Yolande Donlan : Marie – la servante
- Georges Renavent : Mr. Ram